# Lockington (Ohio)
Lockington es una villa ubicada en el condado de Shelby en el estado estadounidense de Ohio. En el Censo de 2010 tenía una población de 141 habitantes y una densidad poblacional de 663,91 personas por km².

## Geografía
Lockington se encuentra ubicada en las coordenadas 40°12′27″N 84°14′9″O / 40.20750, -84.23583. Según la Oficina del Censo de los Estados Unidos, Lockington tiene una superficie total de 0.21 km², de la cual 0.21 km² corresponden a tierra firme y (0%) 0 km² es agua.

## Demografía
Según el censo de 2010, había 141 personas residiendo en Lockington. La densidad de población era de 663,91 hab./km². De los 141 habitantes, Lockington estaba compuesto por el 97.87% blancos, el 0% eran afroamericanos, el 0% eran amerindios, el 0.71% eran asiáticos, el 0% eran isleños del Pacífico, el 0% eran de otras razas y el 1.42% pertenecían a dos o más razas. Del total de la población el 0.71% eran hispanos o latinos de cualquier raza.